# Morenoina festucae
Morenoina festucae är en svampart som först beskrevs av Marie Anne Libert, och fick sitt nu gällande namn av J.P. Ellis 1980. Morenoina festucae ingår i släktet Morenoina och familjen Asterinaceae.   Inga underarter finns listade i Catalogue of Life.